# 천안축구센터 보조경기장
천안축구센터 보조경기장(天安蹴球센터補助競技場, Cheonan Football Center Auxiliary Stadium)는 대한민국 충청남도 천안시에 있는 스포츠 시설이다. 천연잔디 필드가 갖춰진 축구 경기장 1면과 인조잔디 필드가 갖춰진 축구 경기장 3면이 갖춰져 있다.

## 참고 문헌
- 〈천안축구센터〉. 《한국향토문화전자대전》. 한국학중앙연구원.[깨진 링크(과거 내용 찾기)]
- 《전국 공공체육 시설 현황 (2017년말 기준)》. 대한민국 문화체육관광부. 2019.

## 같이 보기
- 천안축구센터